# Studio 23
Studio 23 é uma rede de televisão filipina, que faz parte da ABS-CBN Corporation. Em 16 de janeiro de 2014, a rede será assinar e substituído por ABS-CBN Sports+Action.